# Durham Tees Valley Airport

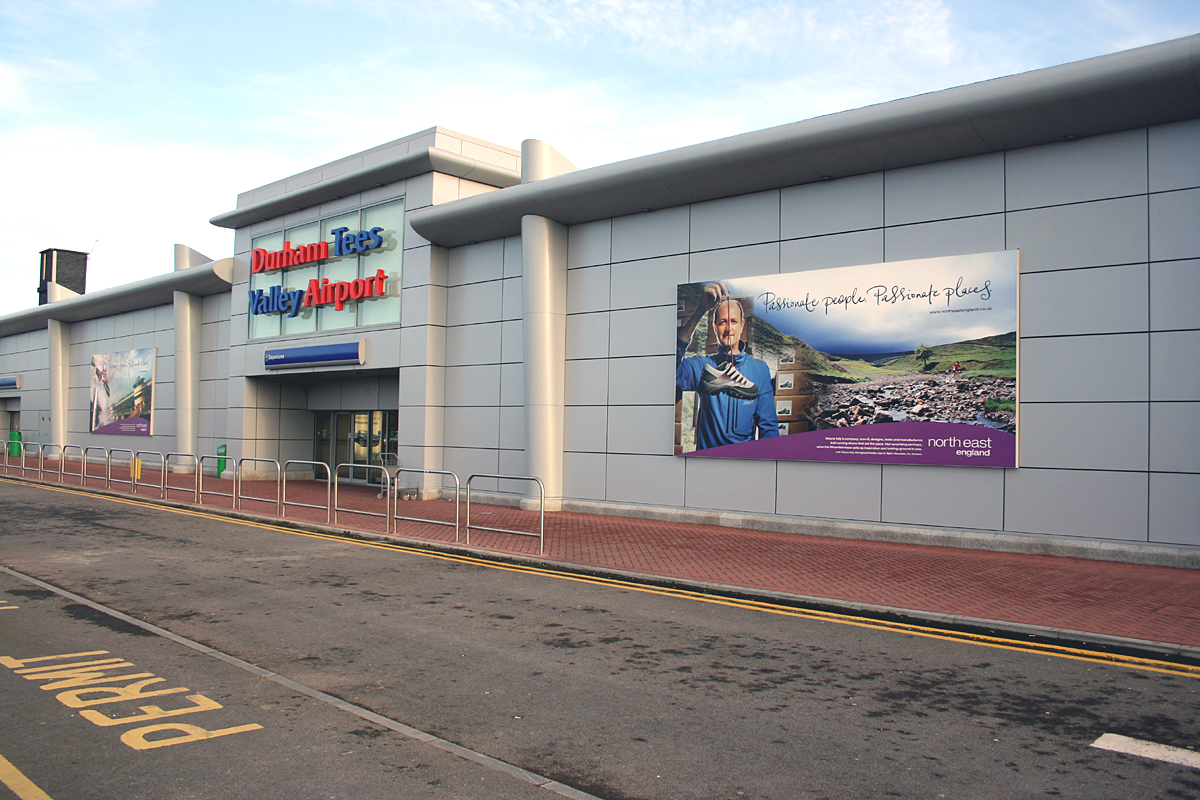
Terminalgebouw met lay-out en belettering die van 2004 tot 2019 gebruikt werd

Teesside International Airport, voorheen ook Durham Tees Valley Airport (IATA: MME, ICAO: EGNV) is een van de kleinere internationale luchthavens in het Verenigd Koninkrijk. Ze ligt op ongeveer 10 km ten oosten van Darlington en 39 km ten zuiden van Durham.

## Geschiedenis
Het vliegveld was oorspronkelijk een basis van de Royal Air Force. Die basis, sedert 1941 bekend als RAF Middleton St. George, werd gesloten in 1963 en het terrein werd te koop aangeboden. Het werd gekocht door de Cleveland County Council die er een civiele luchthaven van maakte met als naam Teesside International Airport. In 1966 werd een nieuwe passagiersterminal geopend. In 1996 ging het bezit van de luchthaven over van Cleveland County Council op een aantal lokale Borough Councils. In 2002 werd een commerciële partner aangetrokken, Peel Airports Ltd., die 75% van de luchthaven in handen kreeg. In 2004 werd de luchthaven omgedoopt tot Durham Tees Valley Airport. Een investeringsprogramma om de capaciteit van de luchthaven op te voeren tot 3 miljoen passagiers per jaar werd aangevat in 2005. Dat jaar werden er ongeveer 900.000 passagiers verwerkt. De uitbreidingsplannen zijn echter niet voltooid als gevolg van de wereldwijde kredietcrisis, waardoor na 2008 het aantal passagiers met meer dan de helft verminderde en daarna nog verder terugliep tot 130.911 in 2017, waarna de kentering in 2018 voorzichtig werd aangezet. De stijging van verkeer was te danken aan een herinvestering die Peel Group sinds 2013 had aangevat in de terminalfaciliteiten van de luchthaven. Naast uitgebreide renovaties in de vertrekzone werden verbeterde retaildiensten, een vernieuwde business lounge en upgrades bij passagiersdiensten waaronder performantere grondafhandeling geïntroduceerd. In november 2017 lanceerde de luchthaven haar Flying For The Future-campagne om te proberen steun te creëren voor de luchthaven en meer mensen aan te moedigen om de luchthaven te gebruiken. Volgend op een verkiezingsbelofte van de burgemeester van Tees Valley in 2018 werden gesprekken aangevat om de luchthaven terug publiek eigendom te maken en de infrastructuur van de Peel Group terug te kopen. De overdracht werd een feit op 24 januari 2019. Op 25 juli 2019 werd – volgend op een klantenbevraging – terug de naam Teesside International Airport opgenomen, onder welke naam de luchthaven ook van 1987 tot 2004 opereerde. De sinds 2018 licht stijgende passagierscijfers werden in 2020 door de coronapandemie zwaar gefnuikt.

## Trafiek
| Jaar                          | Aantal passagiers | Aantal vliegbewegingen | Vracht (ton) |
| ----------------------------- | ----------------- | ---------------------- | ------------ |
| 2000                          | 746.983           | 54.625                 | 3.011        |
| 2001                          | 733.617           | 58.494                 | 1.926        |
| 2002                          | 671.131           | 52.276                 | 1.006        |
| 2003                          | 704.269           | 51.976                 | 1.087        |
| 2004                          | 788.382           | 49.529                 | 484          |
| 2005                          | 900.035           | 51.714                 | 363          |
| 2006                          | 917.963           | 55.788                 | 457          |
| 2007                          | 743.727           | 57.515                 | 786          |
| 2008                          | 654.192           | 45.310                 | 290          |
| 2009                          | 289.464           | 25.208                 | 298          |
| 2010                          | 224.673           | 20.756                 | 0            |
| 2011                          | 192.410           | 20.879                 | 3            |
| 2012                          | 164.826           | 17.938                 | 0            |
| 2013                          | 161.092           | 18.298                 | 0            |
| 2014                          | 142.379           | 17.940                 | 2            |
| 2015                          | 140.902           | 18.702                 | 0            |
| 2016                          | 132.369           | 21.162                 | 8            |
| 2017                          | 130.911           | 19.668                 | 4            |
| 2018                          | 142.080           | 16.950                 | 1            |
| 2019                          | 150.735           | 16.746                 | 0            |
| 2020                          | 38.540            | 12.731                 | 8            |
| Bron: CAA Official Statistics |                   |                        |              |

## Spoorwegstation
Op een kwartier lopen van de terminal is er is een spoorwegstation op de Tees Valley Line, maar die wordt slechts door een trein per week in beide richtingen bediend. Daarmee is het station dat de naam Station Teesside Airport is blijven voeren, ook van 2004 tot 2019, een van de minst gebruikte in het Verenigd Koninkrijk. In het boekjaar april 2011-maart 2012 waren er slechts 14 vertrekkende of aankomende passagiers.